# Општина Аркиш
Аркиш (рум. Archiş) општина је у Румунији у округу Арад.
Oпштина се налази на надморској висини од 220 m.